# Hàn Vệ Quốc
Hàn Vệ Quốc (tiếng Trung: 韩卫国; sinh tháng 1 năm 1956) là Thượng tướng Quân Giải phóng Nhân dân Trung Quốc (PLA). Ông hiện là Ủy viên Ủy ban Trung ương Đảng Cộng sản Trung Quốc khóa XIX, Tư lệnh Lục quân Quân Giải phóng Nhân dân Trung Quốc. Trước đó, ông giữ chức Tư lệnh Chiến khu Trung ương Quân Giải phóng Nhân dân Trung Quốc, khu vực bao gồm thủ đô Bắc Kinh và các tỉnh Thiên Tân, Hà Bắc, Sơn Tây, Hà Nam, Thiểm Tây, Hồ Bắc.

## Tiểu sử
Hàn Vệ Quốc sinh tháng 1 năm 1956 tại huyện Tỉnh Hình, tỉnh Hà Bắc. Hàn Vệ Quốc xuất thân từ lính trinh sát, nhập ngũ từ rất sớm khoảng tháng 4 năm 1970, khi đó mới 14 tuổi. Tháng 4 năm 1974, ông gia nhập Đảng Cộng sản Trung Quốc. Sau đó ông làm Trung đội trưởng, Đại đội trưởng, Tham mưu tác chiến huấn luyện, Tiểu đoàn trưởng, Tham mưu trưởng Trung đoàn 273, Sư đoàn 91, Tập đoàn quân 31 và làm Phó trung đoàn trưởng Trung đoàn 273 vào năm 1985 khi mới 29 tuổi.
Tháng 10 năm 1989, Hàn Vệ Quốc được bổ nhiệm làm Trung đoàn trưởng Trung đoàn 271, Sư đoàn 91. Tháng 4 năm 1993, ông làm Phó sư đoàn trưởng sư đoàn 91. Sau đó làm Phó tham mưu trưởng, rồi tham mưu trưởng (năm 2003) và Phó Tư lệnh (năm 2005) của Tập đoàn quân 31, Quân khu Nam Kinh. Trước đó, năm 1999, Hàn Vệ Quốc tốt nghiệp chuyên ngành chỉ huy chiến dịch liên hợp tại Đại học Quốc phòng Trung Quốc và được trao học vị Thạc sĩ Khoa học quân sự.
Tháng 7 năm 2006, Hàn Vệ Quốc được phong quân hàm Thiếu tướng. Tháng 4 năm 2008, ông được bổ nhiệm giữ chức Tư lệnh Tập đoàn quân 12 Lục quân, Quân khu Nam Kinh. Năm 2013, ông được bầu làm Đại biểu Đại hội đại biểu Nhân dân toàn quốc (gọi tắt là Nhân đại toàn quốc tức Quốc hội Trung Quốc) khóa 12, nhiệm kỳ 2013 đến năm 2018. Tháng 12 năm 2013, Hàn Vệ Quốc được điều động giữ chức Phó Tư lệnh Quân khu Bắc Kinh. Ngày 23 tháng 7 năm 2015, ông được thăng quân hàm Trung tướng.
Ngày 1 tháng 2 năm 2016, Chủ tịch Quân ủy Trung ương Tập Cận Bình tuyên bố giải thể 7 đại Quân khu gồm Bắc Kinh, Thẩm Dương, Tế Nam, Nam Kinh, Quảng Châu, Lan Châu và Thành Đô để thiết lập lại thành 5 Chiến khu, là Chiến khu Đông, Chiến khu Bắc, Chiến khu Nam, Chiến khu Tây và Chiến khu Trung ương. Tại lễ thành lập 5 Chiến khu trên Hàn Vệ Quốc được bổ nhiệm giữ chức Tư lệnh Chiến khu Trung ương Quân Giải phóng Nhân dân Trung Quốc.
Ngày 28 tháng 7 năm 2017, Hàn Vệ Quốc được phong quân hàm Thượng tướng, hàm cao nhất trong Quân Giải phóng Nhân dân Trung Quốc (PLA). Như vậy, Hàn Vệ Quốc chỉ có hai năm đã được thăng từ Trung tướng lên Thượng tướng. Tốc độ lên quân hàm như vậy là nhanh nhất trong số các thượng tướng của quân đội Trung Quốc hiện nay, đã phá vỡ tiền lệ. Ngay sau khi được thăng quân hàm Thượng tướng, ngày 30 tháng 7 năm 2017, Hàn Vệ Quốc được giao làm Tổng chỉ huy phụ trách cuộc diễu binh Chu Nhật Hòa nhân kỷ niệm 90 năm thành lập PLA hồi tháng 7 vừa qua dưới sự giám sát của Chủ tịch Tập Cận Bình tại khu tự trị Nội Mông với 12.000 binh sĩ và những vũ khí, khí tài hiện đại nhất trong biên chế của quân đội Trung Quốc. Khi đó Hàn Vệ Quốc là Tư lệnh Chiến khu Trung tâm, căn cứ Chu Nhật Hòa thuộc đơn vị này.
Tháng 8 năm 2017, Hàn Vệ Quốc được bổ nhiệm giữ chức vụ Tư lệnh Lục quân Quân Giải phóng Nhân dân Trung Quốc, thay cho Thượng tướng Lý Tác Thành nhậm chức Tham mưu trưởng Bộ Tham mưu liên hợp Quân ủy Trung ương Trung Quốc. Ngày 24 tháng 10 năm 2017, tại Đại hội Đảng Cộng sản Trung Quốc lần thứ XIX, Hàn Vệ Quốc được bầu làm Ủy viên Ban Chấp hành Trung ương Đảng Cộng sản Trung Quốc khóa XIX.